# حركة الإعلام الحر
حركة الإعلام الحر (Free Media Movement - FMM) هي منظمة لمراقبة حرية الإعلام للصحفيين من سريلانكا.
وتعد هذه الحركة تطورًا عن اللجنة الدائمة للصحفيين، والتي تشكلت في أواخر عام 1991. وكانت اللجنة الدائمة قد تشكلت على يد مجموعة من الصحفيين والإعلاميين كرد فعل على تشكيل حكومة سريلانكا حينذاك للجنة الإعلام.
ومنذ ذلك الحين، تميزت حركة الإعلام الحر بالنشاط في جميع المجالات المتصلة بحرية الإعلام، والدفاع عن حقوق الصحفيين والإعلاميين. كما دعت إلى إدخال إصلاحات على التشريعات، حيث أثارت الرأي العام ضد الرقابة وتخويف الإعلاميين والدفاع عن مبادئ الديمقراطية وحقوق الإنسان.
كما أنها طورت شبكة واسعة من العلاقات مع جماعات أخرى تدعو إلى حرية الإعلام وجماعات حقوق الإنسان على المستويين المحلي والدولي.
وادعت وزارة الدفاع السريلانكية أن حركة الإعلام الحر منظمة مثيرة للجدل. وأنها تفتقر إلى المهنية والحيادية.

## وصلات خارجية
- Official website
- Media in Sri Lanka
- Free Speech in Sri Lanka نسخة محفوظة 28 سبتمبر 2007 على موقع واي باك مشين.